# عطلة دائمة
عطلة دائمة هو فيلم من نوع دراما أُصدر في 1980. الفيلم من إخراج وسيناريو جيم جارموش.

## القصة
تقع أحداث الفيلم في مانهاتن ونيويورك. في وسط مانهاتن، يعيش شاب عشريني مضطرب يُدعى آلي (كريس باركر)، وقد رحل والده ودخلت والدته مؤسسةً نفسية، وهو من أشد المعجبين بتشارلي باركر. ويتجول آلي بلا هدف في وسط مدينة نيويورك الكئيب ويواجه عددًا من الشخصيات المثيرة للاهتمام وهو يتأمل أسئلة الحياة ويبحث عن مكان أفضل، ويظل دائمًا متقدمًا على أي شيء يبدو أنه يطارده.

## طاقم التمثيل
- اريك ميتشيل
- جون لوري
- فيليس روسر [الإنجليزية]‏
- ساره درايفر
- فرانكي فايسون

## الإنتاج
موسيقى الفيلم التصويرية كانت من تأليف جيم جارموش.

## وصلات خارجية
- عطلة دائمة على موقع IMDb (الإنجليزية)
- عطلة دائمة على موقع ميتاكريتيك (الإنجليزية)
- عطلة دائمة على موقع روتن توميتوز (الإنجليزية)
- عطلة دائمة على موقع نتفليكس (الإنجليزية)
- عطلة دائمة على موقع ألو سيني (الفرنسية)
- عطلة دائمة على موقع أول موفي (الإنجليزية)
- عطلة دائمة على موقع فيلمافينيتي (الإسبانية)
- عطلة دائمة على موقع قاعدة بيانات الأفلام السويدية (السويدية)
- عطلة دائمة على موقع قاعدة بيانات الفيلم (الإنجليزية)
- عطلة دائمة على موقع ليتربوكسد (الإنجليزية)